# Juan Koscina
Juan Ulises Koscina González (Vallenar, Chile, 1 de junio de 1946 - La Serena, 2 de marzo de 2005) fue un futbolista chileno. Jugaba de mediocampista y militó en diversos clubes importantes de Chile, tales como Universidad de Chile y Colo-Colo, equipo con el cual fue campeón del fútbol chileno en dos ocasiones.

## Trayectoria
Sus comienzos fueron en un club de barrio de la Población Quinta, en La Serena. A Deportes La Serena llegó a primera infantil, de donde se fue para jugar por la Escuela Agrícola donde estudiaba.
Regresó para jugar en el primer equipo, debutando profesionalmente en Deportes La Serena, en 1966, en la segunda rueda contra Green Cross, en Temuco. Fue confirmado como titular al año siguiente, 1967.

## Clubes
| Club                 | País      | Año       |
| -------------------- | --------- | --------- |
| Deportes La Serena   | Chile     | 1966-1969 |
| Colo-Colo            | Chile     | 1970-1972 |
| Deportes La Serena   | Chile     | 1973-1975 |
| Universidad de Chile | Chile     | 1976-1978 |
| Trasandino           | Chile     | 1979      |
| Aurora FC            | Guatemala | 1982      |
| Deportes La Serena   | Chile     | 1984      |